# Opera (film)
Opera è un film del 1987  diretto da Dario Argento.
È il primo film di Argento ispirato all'ambiente dell'opera: seguirà, sullo stesso tema, Il fantasma dell'Opera, rivisitazione del classico letterario di Gaston Leroux.

## Trama
Betty, un giovane soprano esordiente, deve prendere il posto di una più celebre e anziana collega alla vigilia della prima del Macbeth di Giuseppe Verdi, che nell'ambiente dell'opera si dice porti sfortuna a chi la interpreta. La ragazza accetta nonostante abbia brutti presentimenti. La sera della prima, qualcuno si intrufola in uno dei palchi adibiti alle luci e uccide violentemente una maschera, facendo cadere le stesse luci e interrompendo momentaneamente lo spettacolo. La stessa notte, il killer entra nella sala costumi e squarcia gli abiti di scena di Betty, ma viene infastidito dai corvi lì presenti, che scappano dalla gabbia e lo attaccano; il killer ammazza alcuni uccelli e poi si dà alla fuga, perché il rumore ha attirato l'attenzione del guardiano. Intanto Betty ha passato la notte con Stefano, il giovane aiuto regista; il ragazzo esce dalla stanza per preparare del tè e l'assassino ne approfitta per intrufolarsi nella dimora e imbavagliare Betty, attaccandole sugli occhi degli spilli per non farle chiudere le palpebre; Stefano torna nella stanza e, avvicinatosi a Betty, legata e imbavagliata, cade nella trappola dell'assassino, che lo uccide sgozzandolo. Successivamente Betty incontra la costumista Giulia che nota sul costume usato da Betty un bracciale con una data; in quel momento il killer irrompe nella stanza, lega e imbavaglia nuovamente Betty e, dopo una colluttazione con Giulia, riesce ad avere la meglio e la uccide, dopo aver recuperato il bracciale.
Il regista Marco è preoccupato e Betty, su consiglio della sua agente Mira, contatta il commissario di polizia Alan Santini, il quale le manda a casa un agente di scorta. A un certo punto l'agente scompare e arriva Mira; le due donne si rifugiano in cucina e, pensando che non ci sia più nessuno nell'appartamento, tornano all'ingresso; Mira guarda un attimo nello spioncino della porta e nota un uomo con distintivo di polizia e rivoltella che chiede di entrare, ma la donna non si fida. L'uomo tira fuori la pistola e spara allo spioncino, colpendo e uccidendo Mira.
Betty trova il corpo del poliziotto con il pugnale sul petto e cerca una via di fuga e viene salvata dalla figlia di una sua vicina, Alma, che la porta nel suo appartamento attraverso il condotto di ventilazione; la madre della piccola, sorpresa della presenza di Betty, non crede al suo racconto e la manda via.
Giunta al teatro, Betty incontra Marco, il quale le spiega l'ingegnoso sistema che ha escogitato per prendere l'assassino: utilizzare i corvi che avevano assalito il killer per scovarlo fra il pubblico.
Durante lo spettacolo successivo, vengono liberati alcuni corvi che iniziano a volare per il teatro, per poi colpire l'assassino e cavargli un occhio; l'assassino è il commissario di polizia Alan. Quando la situazione sembra essersi ristabilita, Alan rapisce Betty e si rinchiude con lei in una stanza, e dopo averla legata a una sedia le rivela che in passato aveva avuto una relazione morbosa con la madre di Betty, secondo cui lei lo costringeva a rapire, seviziare e uccidere giovani ragazze, sotto gli occhi di lei, per farle provare un perverso piacere sessuale. Questo accadeva prima che Alan decidesse di ucciderla. Ora Alan è ossessionato da Betty, che considera uguale alla madre, e dopo averla bendata, si dà fuoco. Ma la ragazza riesce a salvarsi dall'incendio.
Qualche tempo dopo, Betty e Marco sono in vacanza e, mentre la cantante fa una passeggiata, il regista apprende da un telegiornale che il vero corpo dell'assassino non è stato ritrovato. Betty viene assalita da Alan e Marco accorre in sua difesa, ma viene accoltellato a morte; Alan insegue Betty e la cattura, ma la ragazza fa credere al killer di essere come sua madre; è solo un tranello della ragazza che colpisce Alan. Arrivano le guardie nascoste nella foresta che fermano e arrestano il killer.

## Produzione

### Riprese
Le riprese cominciarono il 25 maggio 1987 e terminarono il 14 ottobre dello stesso anno. La pellicola fu girata fra Lugano, in Svizzera, Roma e all'interno del Teatro Regio di Parma, ambientazione delle scene d'opera del film. La protagonista del film doveva essere, prima ancora che le riprese iniziassero, Giuliana De Sio, poi rimossa per la scelta di Argento e lo sceneggiatore Ferrini di dare un'età più "verde" al personaggio principale e venne sostituita dalla meno nota Cristina Marsillach, che si rivelò però altrettanto valida.
Michele Soavi aiuta Argento nella regia del film come regista in seconda unità.
Durante le riprese avvennero sul set fatti strani, che convinsero Argento del fatto che il suo film fosse stato preso di mira dalla cosiddetta maledizione del Macbeth (in realtà esistente solo nel teatro di prosa per il dramma di Shakespeare, detto scaramanticamente dramma scozzese, mentre l'opera di Giuseppe Verdi non gode di nessuna fama infausta nell'ambiente operistico).

## Colonna sonora
Le musiche sono di Claudio Simonetti; tra queste il magniloquente brano Opera e Crows, neoclassico e pieno di tensione. Della colonna sonora fanno parte anche i due brani Steel Grave e Knight of the Night del gruppo heavy metal italiano Steel Grave (GOW).
Durante il film è possibile ascoltare anche il brano No Escape del gruppo heavy metal svedese Norden Light (inclusa nel loro album ufficiale Shadows from the Wilderness), che però non è contenuta nel disco principale della colonna sonora. La stessa canzone è invece contenuta in un secondo disco, edito dalla Cinevox per la serie Ciak, dove sono raccolti tutti i brani del film non composti da Claudio Simonetti, quelli cioè composti da Bill Wyman & Terry Taylor e Roger e Brian Eno, nonché le arie delle opere ascoltate nel film. Lo stesso disco comprende un pezzo di Pino Daniele, che passa in radio per pochi secondi in una scena del film. Un terzo disco infine, comprende unicamente tutti i brani d'opera presenti nel film.
Ha contribuito alla produzione della colonna sonora la rock band Skorie di Torino.

## Distribuzione
Il film venne distribuito in Italia il 19 dicembre 1987 mentre negli Stati Uniti il film arrivò nelle sale solo il 6 settembre 1991. L'edizione DVD della pellicola è stata distribuita in Italia dalla Cecchi Gori nel 2000.

### Censura
All'uscita Opera fu vietato ai minori di 18 anni sia in Italia - dove poi il divieto venne ridotto ai minori di 14 anni - che all'estero. Negli USA ebbe la classificazione "R", vietato ai minori di 17 anni non accompagnati.

## Accoglienza
La pellicola ebbe molto successo tra il pubblico, arrivando al 12º posto della classifica dei film dal maggior incasso in Italia nella stagione cinematografica 1987-88 (in totale incassò 7.207.592.000 lire dell'epoca).

## Curiosità
- Per dichiarazione dello stesso regista[1], il suo rapporto con la protagonista Cristina Marsillach fu pessimo a causa di liti continue già dal primo giorno di riprese, tanto da dover utilizzare l'aiuto regista Michele Soavi come intermediario durante le ultime settimane di lavorazione.

## Riconoscimenti
- 1990 - Festival internazionale del cinema di Porto
  - Nomination Miglior film a Dario Argento
- 1988 - Ciak d'oro
  - Miglior manifesto a Renato Casaro[2]
  - Nomination Miglior scenografia a Davide Bassan
  - Nomination Migliori costumi a Lia Francesca Morandini
  - Nomination Miglior montaggio a Franco Fraticelli